# Conjunt de cases al carrer Barcelona, 2-6 (Granollers)
El Conjunt de cases al carrer Barcelona, 2-6 és una obra de Granollers (Vallès Oriental) protegida com a Bé Cultural d'Interès Local.

## Descripció
Edificis entre parets mitgeres. Consten de tres plantes amb cantonades de carreus. Les façanes planes de pedra estan arrebossades.

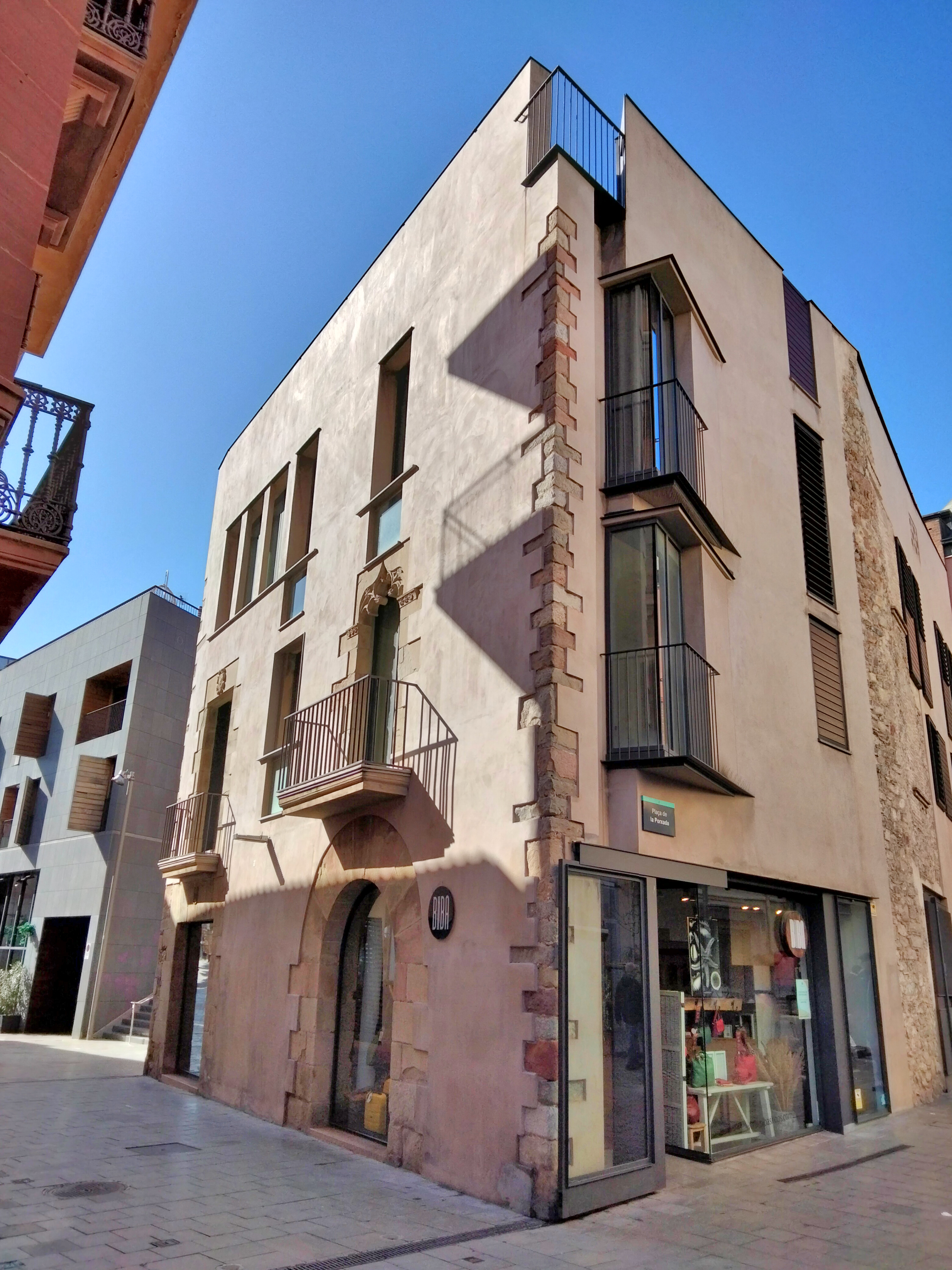
Façana de la cantonada amb la plaça de la Porxada

Al núm. 2, el portal d'entrada està fet amb un arc pla i finestra de pedra amb arc conopial lobulada de traceria amb arc pla, dovelles, i finestra d'arc rodó. A la segona planta, dues petites finestres amb arc de mig punt. A cantonada del mateix número, hi ha una finestra coronella sense trencallums i amb motius vegetals estilitzats a l'imposta. Al núm. 6, portal d'entrada d'arc rebaixant i finestra de pedra amb llinda d'una sola peça amb un escut. Al segon pis, també una petita finestra de pedra.

## Història
Conjunt d'edificis al nucli antic que estava inclòs al recinte emmurallat de la ciutat medieval.
Situat entre la Porxada i l'església de Sant Esteve, forma part de la xarxa d'edificis agrupats entorn de l'església, centre de l'antic nucli urbà. El segle xvi, però, es fe necessària una expansió de la vila fora muralles, de forma lineal, formant els ravals al nord i al sud de la ciutat.